# Elena Lyons
Elena Lyons (* 27. Juni 1973 in Madrid, Spanien; gebürtig Elena Rosaia) ist eine US-amerikanische Schauspielerin.

## Leben
Lyons verbrachte ihre Kindheit in New Orleans und zog nach dem Abschluss der High School im Alter von 17 Jahren nach Los Angeles. Sie debütierte in einer Folge der Fernsehserie Saved by the Bell: The College Years aus dem Jahr 1993. Nach einigen Gastrollen in den Fernsehserien spielte sie in der Musikkomödie Face the Music (2000) eine der größeren Rollen. Im Actionfilm Sunstorm (2001) war sie an der Seite von Bo Derek in einer größeren Rolle zu sehen, in der Horrorkomödie Club Mad (2004) spielte sie neben Tanja Reichert, Jordan Ladd und Bill Paxton.
Im Jahr 2004 wurde Lyons auf Platz 76 der Hot 100 Liste der Zeitschrift Maxim gewählt.

## Filmografie (Auswahl)
- 2000: Face the Music
- 2001: Sunstorm
- 2001: Altar des Satans (Devil's Prey)
- 2001: Room 302
- 2001: Walker Texas Ranger
- 2002: Mid-Century
- 2004: Two and a Half Men
- 2004: Club Mad (Club Dread)
- 2004: Six: The Mark Unleashed
- 2006: The Frank Anderson (Kurzfilm)
- 2010: Jurassic Predator